# Donja Lastva
Donja Lastva (cyr. Доња Ластва) – miasto w Czarnogórze, w gminie Tivat. W 2011 roku liczyło 759 mieszkańców.